# Cesta I. triedy 2
Die Cesta I. triedy 2 (slowakisch für ‚Straße 1. Ordnung 2‘), kurz I/2, ist eine Straße 1. Ordnung in der Westslowakei. Sie führt durch den äußersten Westen der Slowakei von Holíč durch die Záhorie-Landschaft zur Stadt Malacky und weiter in die Hauptstadt Bratislava, wo sie erst die Kleine Karpaten berührt und im Tal Mlynská dolina endet. Die Donauüberquerung erfolgt durch die Lanfranconi-Brücke im Zuge der Autobahn D2.  Weiter geht sie den Plattenbau-Stadtteil Petržalka vom Norden und Osten her, bevor sie an der ungarischen Grenze bei Rusovce endet.
Die Strecke nördlich von Bratislava verläuft quasi parallel zur Bahnstrecke (Bratislava–)Devínska Nová Ves–Skalica.
Für den internationalen Verkehr ist die I/2 nur von geringer Bedeutung, da sie von der parallel laufenden Autobahn D2 ersetzt ist. Vor der Einführung der allgemeinen LKW-Maut im Jahr 2010 war jedoch die Mehrheit der Strecke auch unter Vignetten-System für LKW gebührenpflichtig, um Mautflüchtlingen vorzubeugen.

## Geschichte
Bis 1918 gehörte das Gebiet der heutigen Slowakei zum Königreich Ungarn, wo es bis 1848 keine Staatsstraßen gab. Die Straße zwischen Pressburg und Hollitsch wurde 1854 als ungarische Landesstraße eingestuft, die durch unentgeltliche Arbeitsleistungen der Anwohner instand gehalten werden sollte.
Von 1918 bis 1939 und von 1945 bis 1993 gehörte es zur Tschechoslowakei, deren Straßennummerierung auch nach der Unabhängigkeit der Slowakei beibehalten wurde.

## Sonstiges
Eine der wenigen gebliebenen Pflastersteinstraßen an den Hauptstraßen der Slowakei verlief durch die Gemeinde Kúty. An dieser 1928 errichteten Straße bestand aber bei Regen Unfallgefahr und gehörte dementsprechend seit 2005 zu kritischen Unfallschwerpunkten. Nach jahrelangen Verzögerungen wurde diese Straße 2012 generalsaniert und mit Asphalt neu belegt.